# Veľký Slavkov
Veľký Slavkov (allemand : Großschlagendorf) est un village de Slovaquie situé dans la région de Prešov.

## Histoire
Première mention écrite du village en 1251.

## Démographie

### Évolution de la population
| Année:               | 1994. | 2004.   | 2014.    | 2024. |
| -------------------- | ----- | ------- | -------- | ----- |
| Nombre de personnes: | 1071  | 1145    | 1320     | 1518  |
| Différence:          |       | +6,90 % | +15,28 % | +15 % |

| Année:               | 2023. | 2024.   |
| -------------------- | ----- | ------- |
| Nombre de personnes: | 1524  | 1518    |
| Différence:          |       | -0,39 % |